# Дос Сантос, Дабней
Дабней дос Сантос Соуза (нидерл. Dabney dos Santos Souza; родился 21 июля 1996 года в городе Амстердам, Нидерланды) — нидерландский футболист, полузащитник словацкого клуба «Тренчин».

## Клубная карьера
Дос Сантос начал заниматься футболом в детских командах «Абкауде» и «Зебюргия». В 2009 году он перешёл в футбольную академию более именитого АЗ. В 2014 году Дабней был включён в заявку основной команды на сезон. 25 октября в матче против «Гронингена» он дебютировал в Эредивизи, заменив во втором тайме Тома Хайе. 6 декабря в поединке против «Гоу Эхед Иглз» дос Сантос забил свой первый гол за АЗ. 26 ноября 2015 года в матче Лиги Европы против белградского «Партизана» он забил гол.
В начале 2018 года дос Сантос был отдан в аренду в роттердамскую «Спарту». 26 января в матче против «Херенвена» он дебютировал за новый клуб.
Летом 2018 года дос Сантос подписал контракт с «Хераклесом». 21 сентября в матче против «Де Графсхап» он дебютировал за новую команду.